# Juegos Bolivarianos
Los Juegos Bolivarianos, oficialmente Juegos Deportivos Bolivarianos, son un evento deportivo multidisciplinario organizado por la Organización Deportiva Bolivariana (ODEBO), dependiente de la Organización Deportiva Panamericana (ODEPA). Se llevan a cabo a nivel regional cada cuatro años desde 1938 entre las seis naciones bolivarianas (Bolivia, Colombia, Ecuador, Panamá, Perú y Venezuela), aquellas que lograron su independencia gracias al Libertador Simón Bolívar.
En los Juegos participan, además de los países ya mencionados, Chile (desde 2013) y naciones invitadas, como El Salvador, Guatemala, Paraguay y República Dominicana. La primera edición se realizó en Bogotá y la última edición se celebró en 2024 en Ayacucho (Perú).

## Historia
Durante los Juegos Olímpicos de Berlín 1936, Alberto Nariño Cheyne, descendiente del prócer Antonio Nariño y Director Nacional de Educación Física de Colombia, tuvo la idea de organizar unos juegos regionales entre los países liberados por Simón Bolívar (Bolivia, Colombia, Ecuador, Panamá, Perú y Venezuela). Nariño Cheyne gestionó el reconocimiento del Comité Olímpico Internacional para los Juegos Bolivarianos.
El 16 de agosto de 1938, en un acto celebrado en el Palacio de Gobierno de Colombia, se funda oficialmente la Organización Deportiva Bolivariana. Jorge Rodríguez Hurtado de Bolivia, Alberto Nariño Cheyne de Colombia, Galo Plaza Lasso de Ecuador, Luis Saavedra de Panamá, Alfredo Hohagen Diez Canseco de Perú, y Julio Bustamante de Venezuela fueron los delegados fundadores.
Los primeros Juegos Bolivarianos se celebraron en 1938 en Bogotá, como parte de los festejos del cuarto centenario de su fundación.
En 1941, los Comités Olímpicos disponen que los Juegos deben realizarse cada cuatro años.
Los primeros Juegos Bolivarianos fueron dominados por Perú hasta la tercera edición. Posteriormente con el aumento de disciplinas deportivas, Venezuela se apoderó del dominio de los juegos y encabezó la tabla de medallas desde la cuarta edición hasta la realizada en la ciudad boliviana de Sucre del 2009. Colombia ganó las tres últimas ediciones desde la realizada en la ciudad de Trujillo, Perú, 2013. Venezuela y Colombia dominan el 55% del medallero total.
La Organización Deportiva Bolivariana aprobó el ingreso de Chile como miembro de la organización. El equipo chileno debutó como país invitado en la XVII edición de los Juegos Bolivarianos del 2013, además se aprobó la invitación de otros países como El Salvador, Guatemala, Paraguay y República Dominicana. Desde la edición 2017 Chile participa como país miembro.
Los XIX Juegos Bolivarianos de 2022 se realizaron en la ciudad colombiana de Valledupar.
En el 2024 se realizó una edición especial en Perú. Cabe aclarar que esta edición especial excluye deportes olímpicos e incluye varios deportes no-olímpicos.

## Ediciones
| Año       | Evento                    | Sede                                 | Sede                 | Duración                                 | Países | Deportes | Atletas | País ganador |
| --------- | ------------------------- | ------------------------------------ | -------------------- | ---------------------------------------- | ------ | -------- | ------- | ------------ |
| 1938      | I Juegos Bolivarianos     | Bandera de Colombia                  | Bandera de Colombia  | 6 de agosto 22 de agosto                 | 6      | 16       | 644     | Perú         |
| 1938      | I Juegos Bolivarianos     | Bogotá                               | Colombia             | 6 de agosto 22 de agosto                 | 6      | 16       | 644     | Perú         |
| 1947-1948 | II Juegos Bolivarianos    | Bandera de Perú                      | Bandera de Perú      | 26 de diciembre (1947) 8 de enero (1948) | 6      | 15       | 1000    | Perú         |
| 1947-1948 | II Juegos Bolivarianos    | Lima                                 | Perú                 | 26 de diciembre (1947) 8 de enero (1948) | 6      | 15       | 1000    | Perú         |
| 1951      | III Juegos Bolivarianos   | Bandera de Venezuela                 | Bandera de Venezuela | 5 de diciembre 21 de diciembre           | 6      | 14       | 796     | Perú         |
| 1951      | III Juegos Bolivarianos   | Caracas                              | Venezuela            | 5 de diciembre 21 de diciembre           | 6      | 14       | 796     | Perú         |
| 1961      | IV Juegos Bolivarianos    | Bandera de Colombia                  | Bandera de Colombia  | 3 de diciembre 16 de diciembre           | 5      | 12       | 786     | Venezuela    |
| 1961      | IV Juegos Bolivarianos    | Barranquilla                         | Colombia             | 3 de diciembre 16 de diciembre           | 5      | 12       | 786     | Venezuela    |
| 1965      | V Juegos Bolivarianos     | Bandera de Ecuador                   | Bandera de Ecuador   | 20 de noviembre 5 de diciembre           | 6      | 20       | 1100    | Venezuela    |
| 1965      | V Juegos Bolivarianos     | Quito y Guayaquil                    | Ecuador              | 20 de noviembre 5 de diciembre           | 6      | 20       | 1100    | Venezuela    |
| 1970      | VI Juegos Bolivarianos    | Bandera de Venezuela                 | Bandera de Venezuela | 22 de agosto 6 de septiembre             | 6      | 17       | 1122    | Venezuela    |
| 1970      | VI Juegos Bolivarianos    | Maracaibo                            | Venezuela            | 22 de agosto 6 de septiembre             | 6      | 17       | 1122    | Venezuela    |
| 1973      | VII Juegos Bolivarianos   | Bandera de Panamá                    | Bandera de Panamá    | 17 de febrero 3 de marzo                 | 5      | 15       | 1100    | Venezuela    |
| 1973      | VII Juegos Bolivarianos   | Ciudad de Panamá                     | Panamá               | 17 de febrero 3 de marzo                 | 5      | 15       | 1100    | Venezuela    |
| 1977      | VIII Juegos Bolivarianos  | Bandera de Bolivia                   | Bandera de Bolivia   | 15 de octubre 29 de octubre              | 6      | 15       | 928     | Venezuela    |
| 1977      | VIII Juegos Bolivarianos  | La Paz                               | Bolivia              | 15 de octubre 29 de octubre              | 6      | 15       | 928     | Venezuela    |
| 1981      | IX Juegos Bolivarianos    | Bandera de Venezuela                 | Bandera de Venezuela | 14 de agosto 29 de agosto                | 6      | 18       | 1523    | Venezuela    |
| 1981      | IX Juegos Bolivarianos    | Barquisimeto                         | Venezuela            | 14 de agosto 29 de agosto                | 6      | 18       | 1523    | Venezuela    |
| 1985      | X Juegos Bolivarianos     | Bandera de Ecuador                   | Bandera de Ecuador   | 9 de noviembre 18 de noviembre           | 6      | 19       | 1350    | Venezuela    |
| 1985      | X Juegos Bolivarianos     | Ambato, Cuenca y Portoviejo          | Ecuador              | 9 de noviembre 18 de noviembre           | 6      | 19       | 1350    | Venezuela    |
| 1989      | XI Juegos Bolivarianos    | Bandera de Venezuela                 | Bandera de Venezuela | 14 de enero 25 de enero                  | 6      | 22       | 1473    | Venezuela    |
| 1989      | XI Juegos Bolivarianos    | Maracaibo                            | Venezuela            | 14 de enero 25 de enero                  | 6      | 22       | 1473    | Venezuela    |
| 1993      | XII Juegos Bolivarianos   | Bandera de Bolivia                   | Bandera de Bolivia   | 24 de abril 2 de mayo                    | 6      | 18       | 1208    | Venezuela    |
| 1993      | XII Juegos Bolivarianos   | Santa Cruz de la Sierra y Cochabamba | Bolivia              | 24 de abril 2 de mayo                    | 6      | 18       | 1208    | Venezuela    |
| 1997      | XIII Juegos Bolivarianos  | Bandera de Perú                      | Bandera de Perú      | 17 de octubre 26 de octubre              | 6      | 22       | 1560    | Venezuela    |
| 1997      | XIII Juegos Bolivarianos  | Arequipa                             | Perú                 | 17 de octubre 26 de octubre              | 6      | 22       | 1560    | Venezuela    |
| 2001      | XIV Juegos Bolivarianos   | Bandera de Ecuador                   | Bandera de Ecuador   | 7 de septiembre 16 de septiembre         | 6      | 28       | 2171    | Venezuela    |
| 2001      | XIV Juegos Bolivarianos   | Ambato                               | Ecuador              | 7 de septiembre 16 de septiembre         | 6      | 28       | 2171    | Venezuela    |
| 2005      | XV Juegos Bolivarianos    | Bandera de Colombia                  | Bandera de Colombia  | 12 de agosto 21 de agosto                | 6      | 36       | 2818    | Venezuela    |
| 2005      | XV Juegos Bolivarianos    | Armenia y Pereira                    | Colombia             | 12 de agosto 21 de agosto                | 6      | 36       | 2818    | Venezuela    |
| 2009      | XVI Juegos Bolivarianos   | Bandera de Bolivia                   | Bandera de Bolivia   | 14 de noviembre 26 de noviembre          | 6      | 36       | 2328    | Venezuela    |
| 2009      | XVI Juegos Bolivarianos   | Sucre                                | Bolivia              | 14 de noviembre 26 de noviembre          | 6      | 36       | 2328    | Venezuela    |
| 2013      | XVII Juegos Bolivarianos  | Bandera de Perú                      | Bandera de Perú      | 16 de noviembre 30 de noviembre          | 11     | 43       | 4388    | Colombia     |
| 2013      | XVII Juegos Bolivarianos  | Trujillo                             | Perú                 | 16 de noviembre 30 de noviembre          | 11     | 43       | 4388    | Colombia     |
| 2017      | XVIII Juegos Bolivarianos | Bandera de Colombia                  | Bandera de Colombia  | 11 de noviembre 25 de noviembre          | 11     | 34       | 4112    | Colombia     |
| 2017      | XVIII Juegos Bolivarianos | Santa Marta                          | Colombia             | 11 de noviembre 25 de noviembre          | 11     | 34       | 4112    | Colombia     |
| 2022      | XIX Juegos Bolivarianos   | Bandera de Colombia                  | Bandera de Colombia  | 24 de junio 5 de julio                   | 11     | 33       | 3300    | Colombia     |
| 2022      | XIX Juegos Bolivarianos   | Valledupar                           | Colombia             | 24 de junio 5 de julio                   | 11     | 33       | 3300    | Colombia     |
| 2024      | XX Juegos Bolivarianos    | Bandera de Perú                      | Bandera de Perú      | 28 de noviembre 8 de diciembre           | 10     | 22       | 2100    | Perú         |
| 2024      | XX Juegos Bolivarianos    | Ayacucho                             | Perú                 | 28 de noviembre 8 de diciembre           | 10     | 22       | 2100    | Perú         |
| 2025      | XXI Juegos Bolivarianos   | Bandera de Perú                      | Bandera de Perú      |                                          |        |          |         |              |
| 2025      | XXI Juegos Bolivarianos   | Lima y Ayacucho                      | Perú                 |                                          |        |          |         |              |
| 2029      | XXII Juegos Bolivarianos  | Cúcuta                               | Colombia             |                                          |        |          |         |              |

### Distribución de anfitriones
| # | País      | Años                              |
| - | --------- | --------------------------------- |
| 5 | Colombia  | 1938, 1961, 2005, 2017, 2022      |
| 5 | Perú      | 1947-1948, 1997, 2013, 2024, 2025 |
| 4 | Venezuela | 1951, 1970, 1981, 1989            |
| 3 | Ecuador   | 1965, 1985, 2001                  |
| 3 | Bolivia   | 1977, 1993, 2009                  |
| 1 | Panamá    | 1973                              |

## Deportes
Los Juegos Bolivarianos tienen la característica de reunir los deportes olímpicos y algunas especialidades que no están incluidas en sus programas.
| - Actividades subacuáticas - Aguas Abiertas - Ajedrez - Atletismo - Bádminton - Baloncesto - Balonmano - Béisbol - Billar - Boliche - Boxeo - Canotaje - Ciclismo - Clavados - Equitación - Escalada | - Esgrima - Esquí acuático - Frontón - Fútbol - Fútbol sala - Gimnasia artística - Gimnasia rítmica - Golf - Hockey sobre césped - Judo - Karate - Levantamiento de pesas - Lucha - Nado sincronizado - Natación - Patinaje - Polo acuático | - Raquetbol - Remo - Rugby 7 - Sóftbol - Squash - Surf - Taekwondo - Tenis - Tenis de mesa - Tiro con arco - Tiro deportivo - Triatlón - Vela - Voleibol - Voleibol playa - Wushu |

## Medallero histórico
* El siguiente cuadro está actualizado hasta los juegos del 2024
| #     | País                 |      |      |      | Total |
| ----- | -------------------- | ---- | ---- | ---- | ----- |
| 1     | Venezuela            | 1894 | 1585 | 1218 | 4697  |
| 2     | Colombia             | 1606 | 1416 | 1162 | 4184  |
| 3     | Perú                 | 670  | 753  | 962  | 2385  |
| 4     | Ecuador              | 451  | 710  | 1080 | 2241  |
| 5     | Panamá               | 196  | 199  | 350  | 745   |
| 6     | Chile                | 154  | 169  | 240  | 563   |
| 7     | Bolivia              | 113  | 199  | 440  | 752   |
| 8     | República Dominicana | 60   | 59   | 129  | 248   |
| 9     | Guatemala            | 48   | 74   | 106  | 228   |
| 10    | Paraguay             | 23   | 32   | 36   | 91    |
| 11    | El Salvador          | 15   | 22   | 26   | 63    |
| Total | Total                | 5230 | 5218 | 5749 | 16197 |

     Países invitados a partir de 2013

## Participantes
Participan los países miembros: Bolivia, Chile, Colombia, Ecuador, Panamá, Perú y Venezuela, junto a otros países invitados como Guatemala, República Dominicana, Paraguay y El Salvador.

### Posiciones por año
En la tabla que se detalla a continuación, se presenta la posición de cada país en cada una de las ediciones de los Juegos Bolivarianos. Los números de las posiciones en el país de la cuestión participó.
Si una casilla aparece en dorado significa que ocupó la primera posición, si una casilla aparece en plateado significa que ocupó la segunda posición, y si una casilla aparece en bronceado significa que ocupó la tercera posición; respectivamente. Si una casilla aparece en blanco significa que no quedó entre los tres primeros lugares. Las casillas marcadas con una "raya" (—) significa que el país no participó en dicha edición.
Las posiciones de cada país indican al país que obtuvo más medallas de oro en cada edición. Si en caso dos o más países quedan igualados en el primer lugar de medallas de oro ganadas, se coloca en el primer lugar al país que haya ganado más medallas de plata. Si en caso dos o más países quedan igualados en el primer lugar de medallas de oro y medallas de plata ganadas, se coloca en el primer lugar al país que haya ganado más medallas de bronce.

NOTAS:
- En negrita la posición de los países que quedaron entre los tres primeros puestos del medallero de cada edición.
- En cursiva los países que han participado en calidad de invitados (desde Trujillo 2013 hasta la actualidad).

Leyenda:
* País invitado miembro de la ODEBO.

— No participó.
| País                 | 1938 | 1947-1948 | 1951 | 1961 | 1965 | 1970 | 1973 | 1977 | 1981 | 1985 | 1989 | 1993 | 1997 | 2001 | 2005 | 2009 | 2013 | 2017 | 2022 | 2024 | 2025 |  |
| -------------------- | ---- | --------- | ---- | ---- | ---- | ---- | ---- | ---- | ---- | ---- | ---- | ---- | ---- | ---- | ---- | ---- | ---- | ---- | ---- | ---- | ---- |  |
| Bolivia              | 6.°  | 4.°       | 6.°  | —    | 6.°  | 6.°  | 5.°  | 5.°  | 6.°  | 6.°  | 6.°  | 5.°  | 5.°  | 5.°  | 5.°  | 5.°  | 9.°  | 9.°  | 11.° | 6.°  |      |  |
| Colombia             | 3.°  | 3.°       | 4.°  | 2.°  | 2.°  | 2.°  | 2.°  | 2.°  | 2.°  | 2.°  | 2.°  | 2.°  | 2.°  | 2.°  | 2.°  | 2.°  | 1.°  | 1.°  | 1.°  | 2.°  |      |  |
| Ecuador              | 2.°  | 6.°       | 5.°  | 5.°  | 4.°  | 5.°  | —    | 4.°  | 5.°  | 4.°  | 4.°  | 4.°  | 4.°  | 3.°  | 3.°  | 3.°  | 3.°  | 4.°  | 3.°  | 5.°  |      |  |
| Panamá               | 5.°  | 2.°       | 3.°  | 3.°  | 5.°  | 4.°  | 3.°  | 6.°  | 3.°  | 5.°  | 5.°  | 6.°  | 6.°  | 6.°  | 6.°  | 6.°  | 11.° | 11.° | 9.°  | 10.° |      |  |
| Perú                 | 1.°  | 1.°       | 1.°  | 4.°  | 3.°  | 3.°  | 4.°  | 3.°  | 4.°  | 3.°  | 3.°  | 3.°  | 3.°  | 4.°  | 4.°  | 4.°  | 4.°  | 5.°  | 5.°  | 1.°  |      |  |
| Venezuela            | 4.°  | 5.°       | 2.°  | 1.°  | 1.°  | 1.°  | 1.°  | 1.°  | 1.°  | 1.°  | 1.°  | 1.°  | 1.°  | 1.°  | 1.°  | 1.°  | 2.°  | 2.°  | 2.°  | 4.°  |      |  |
| Chile *              | —    | —         | —    | —    | —    | —    | —    | —    | —    | —    | —    | —    | —    | —    | —    | —    | 5.°  | 3.°  | 4.°  | 3.°  |      |  |
| El Salvador          | —    | —         | —    | —    | —    | —    | —    | —    | —    | —    | —    | —    | —    | —    | —    | —    | 10.° | 10.° | 10.° | 9.°  |      |  |
| Guatemala            | —    | —         | —    | —    | —    | —    | —    | —    | —    | —    | —    | —    | —    | —    | —    | —    | 6.°  | 6.°  | 7.°  | 7.°  |      |  |
| Paraguay             | —    | —         | —    | —    | —    | —    | —    | —    | —    | —    | —    | —    | —    | —    | —    | —    | 8.°  | 8.°  | 8.°  | -    |      |  |
| República Dominicana | —    | —         | —    | —    | —    | —    | —    | —    | —    | —    | —    | —    | —    | —    | —    | —    | 7.°  | 7.°  | 6.°  | 8.°  |      |  |

### Países ganadores
| Victorias | País      | Año(s)                                                           |
| --------- | --------- | ---------------------------------------------------------------- |
| 13        | Venezuela | 1961,1965,1970,1973,1977,1981,1985,1989,1993,1997,2001,2005,2009 |
| 4         | Perú      | 1938,1947-1948,1951,2024                                         |
| 3         | Colombia  | 2013, 2017, 2022                                                 |

## Récords históricos
- Perú primer campeón de los Juegos Bolivarianos de 1938 celebrado en Bogotá. Colombia como país anfitrión.
- Perú primer país bolivariano y en general en ser campeón de manera consecutiva en los Juegos Bolivarianos en las ediciones 1938, 1947-1948 y 1951.
- Perú segundo país bolivariano en conseguir 4 campeonatos, ubicándose en el 2º lugar de títulos en la historia de los juegos. Y segundo país con el reinado más largo como campeón.
- Colombia posee el récord de mayor medallas de oro para un país en una sola edición al obtener 213 medallas de oro en los Juegos Bolivarianos de 2017 celebrados en Santa Marta como país anfitrión.[6]
- Colombia posee el récord de mayor margen de medallas de oro al segundo lugar, al obtener un margen de 119 medallas de oro sobre  Venezuela en Santa Marta 2017.[6]
- Colombia es poseedor del récord de mayor margen de medallas totales al segundo lugar, 168 medallas más que  Venezuela en 2017.[6]
- Venezuela posee el récord de mayor cantidad de medallas totales obtenidas en una sola edición con 476 en los Juegos Bolivarianos de 2009 en Sucre.[7]
- Venezuela posee el récord de mayor cantidad de medallas en la historia de Los Juegos Bolivarianos, 4604 medallas en total.
- Venezuela posee el récord de mayor cantidad de campeonatos de los Juegos Bolivarianos, 13 ediciones consecutivas en total.

## Símbolos
El emblema de la ODEBO es un cóndor de colores del rojo al azul que vuela a través de la cordillera de los andes, en la parte inferior lleva el nombre de Organización Deportiva Bolivariana y debajo ODEBO, en la base está los aros olímpicos. La bandera es de color blanco de forma rectangular y con una proporción de uno y medio el largo y uno el ancho, en el centro lleva el logo.
El Fuego Bolivariano será encendido y recorrerá desde la ciudad de Caracas – Venezuela - Casa del Libertador Simón Bolívar hasta la ciudad sede.